# Aiglsbach
Aiglsbach è un comune tedesco di 1 647 abitanti, situato nel land della Baviera.